# Автошлях Т 0229
Автошля́х Т 0229 — автомобільний шлях територіального значення у Вінницькій області. Пролягає територією Барського та Шаргородського районів через Бар—Копайгород—Шаргород—Нові Хоменки. Загальна довжина — 60,6 км.

## Маршрут
Автошлях проходить через такі населені пункти:
| Автошлях Т 0229      |              |
| Вінницька область    |              |
| Барський район       |              |
| Бар                  | Т 0610       |
| Балки                |              |
| Пляцина              |              |
| Заможне              |              |
| Митки                |              |
| Шипинки              |              |
| Копайгород           |              |
| Українське           |              |
| Шаргородський район  |              |
|                      | E583М21      |
| Руданське            |              |
| Слобода-Шаргородська |              |
| Шаргород             | Т 0218Т 0230 |
| Гибалівка            |              |
| Борівське            |              |
| Роля                 |              |
| Нові Хоменки         | Р36          |